# Зорица Павићевић
Зорица Павићевић (Даниловград, 9. мај 1956) је бивша црногорска рукометашица која је играла за репрезентације Југославије. Као део репрезентације Југославије освојила је златну медаљу на Олимпијским играма 1984. у Лос Анђелесу. Играла је за Будућност из Подгорице.